# Final de la Copa Mercosur 2000

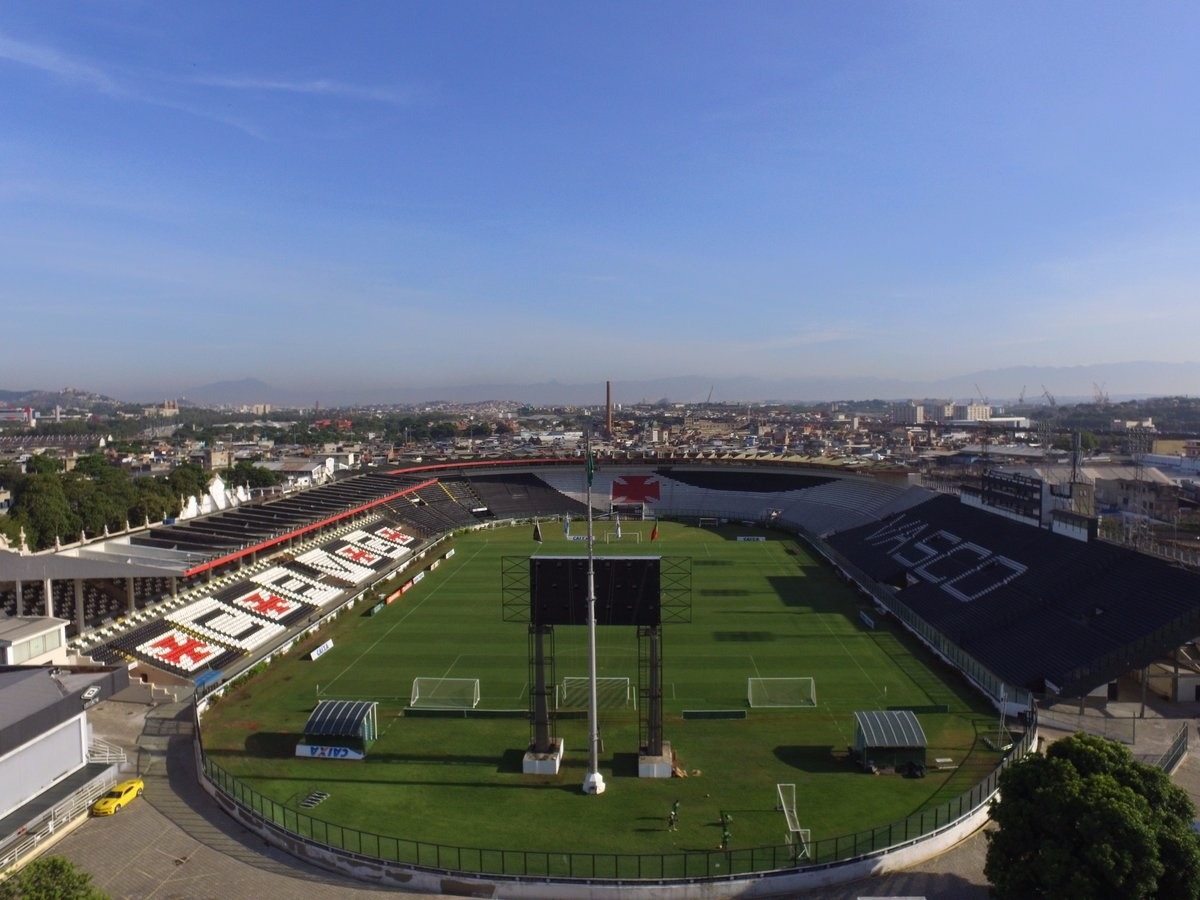
Estadio São Januário, sede de la primera final, la cual terminaría con un marcador de Vasco da Gama 2 - 0 Palmeiras.

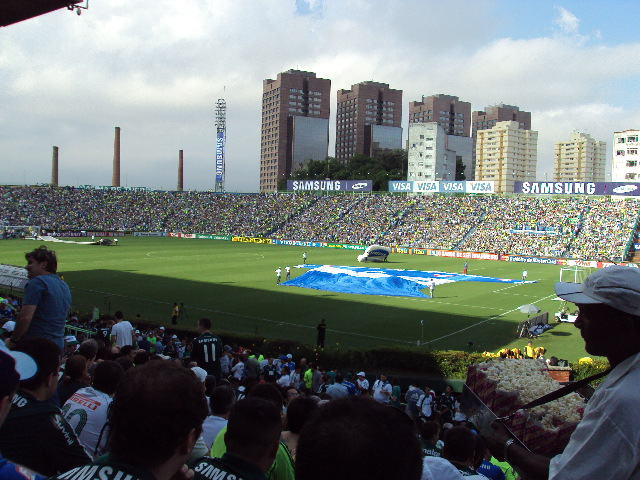
Parque Antártica, sede de la segunda final, la cual terminaría con un marcador de Palmeiras 1 - 0 Vasco da Gama.

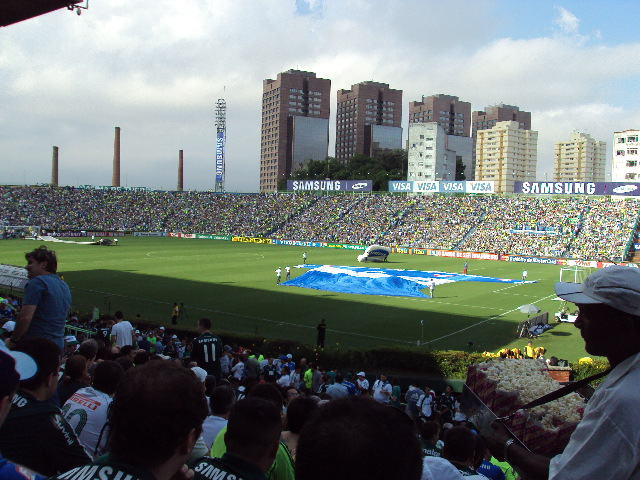
Parque Antártica, sede de la tercera final, la cual terminaría con un marcador de Palmeiras 3 - 4 Vasco da Gama. Resultado que le permitiría al Vasco da Gama dar la vuelta olímpica y consagrarse campeón.

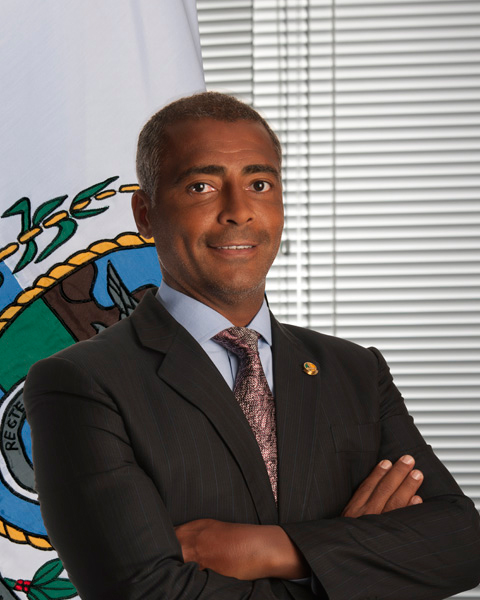
Romário, autor del gol que le daría el título al Vasco da Gama.

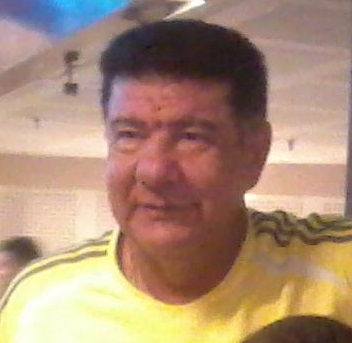
Joel Santana, entrenador campeón de la Copa Mercosur 2000.

La final de la Copa Mercosur 2000 fue disputada entre el Palmeiras y el Vasco da Gama, ambos de Brasil. El Palmeiras jugaba su tercera final de forma consecutiva, y buscaba ganar su segunda Copa Mercosur —luego de haberla perdido en la final anterior—. Mientras que el Vasco da Gama llegaba por primera vez a la final y buscaba ganar su primera Copa Mercosur.
La final de ida se jugó el 6 de diciembre del 2000 en el Estadio São Januário, en donde el Vasco da Gama le ganaría por 2 a 0 al Palmeiras. La final de vuelta se jugó el 12 de diciembre del 2000 en el Parque Antártica, en donde el Palmeiras le ganaría por 1 a 0 al Vasco da Gama. Debido a que ambos equipos habían ganado sus respectivos partidos, estaban igualados en puntos, motivo por el cual se tuvo que jugar un tercer partido para definir al campeón. El tercer partido por la final se jugó el 20 de diciembre del 2000 en el Parque Antártica en donde el Vasco da Gama le ganaría por 4 a 3 al Palmeiras —luego de ir perdiendo 3 a 0—, resultado que le permitía al Vasco da Gama consagrarse campeón de la Copa Mercosur, además de dar la vuelta olímpica —debido a que tenía más puntos—. Siendo la segunda y última vuelta olímpica de la Copa Mercosur.
Fue la tercera y última vez que dos equipos de un mismo país jugaban la final de la Copa Mercosur, motivo por el cual, todos los partidos se jugaron en Brasil.
Además, fue la última final de la Copa Mercosur que se definió por puntos, porque a partir de la siguiente edición, las finales se definirían por diferencia de goles.
Como dato curioso, el campeón Vasco da Gama tuvo dos entrenadores. El hecho se debe a que el entrenador Oswaldo de Oliveira renunció después de jugarse la final de vuelta, debido a una pelea que tuvo con Eurico Miranda —presidente del Vasco da Gama—. En su lugar, fue reemplazado por Joel Santana.
También cabe destacar la histórica remontada del Vasco da Gama ante el Palmeiras en el partido decisivo, ya que luego de ir perdiendo por 3 a 0 en el primer tiempo, le voltearía el partido 4 a 3 en el segundo tiempo en el último minuto con gol de Romário, además de tener un hombre menos. Siendo la única remontada en una final de Copa Mercosur.
Otro dato curioso de esta final, fue que los tres partidos se jugaron a la misma hora (21:45).

## Reglamento
- La final se jugará en partidos de ida y vuelta.
- La final se definirá por puntos, y el equipo que más puntos obtenga luego de haberse jugado los dos partidos será el campeón.
- Si en caso ambos equipos terminan igualados en puntos luego de haberse jugado los dos partidos, se jugará un tercer partido, y el ganador de ese encuentro será el campeón.
- La final de ida se jugará en el Estadio São Januário.
- La final de vuelta se jugará en el Parque Antártica.
- El tercer partido por la final se jugará en el Parque Antártica.

## Finalistas
| Equipo        | Finales jugadas anteriormente |
| ------------- | ----------------------------- |
| Palmeiras     | 1998, 1999                    |
| Vasco da Gama | Ninguna                       |

## Enfrentamientos

### Tabla de posiciones en la final
| Equipo        | PTOS | PJ | PG | PE | PP | GF | GC | DG |
| ------------- | ---- | -- | -- | -- | -- | -- | -- | -- |
| Vasco da Gama | 6    | 3  | 2  | 0  | 1  | 6  | 4  | +2 |
| Palmeiras     | 3    | 3  | 1  | 0  | 2  | 4  | 6  | –2 |

### Resultados
| Bandera de Brasil | vs. | Bandera de Brasil   |
| Palmeiras 0 1 3   | vs. | Vasco da Gama 2 0 4 |

| Puntos Palmeiras 3 - 6 Vasco da Gama |

### Detalles
| 6 de diciembre del 2000 | Vasco da Gama                          | 2:0 (1:0) | Palmeiras | Estadio São Januário, Río de Janeiro                                           |                                                                                |
| 21:45                   | Juninho Pernambucano 45' · Romário 77' |           |           | Asistencia: 25 000 espectadores Árbitro(s): Márcio Rezende de Freitas (Brasil) | Asistencia: 25 000 espectadores Árbitro(s): Márcio Rezende de Freitas (Brasil) |

| 12 de diciembre del 2000 | Palmeiras | 1:0 (1:0) | Vasco da Gama | Parque Antártica, São Paulo                                              |                                                                          |
| 21:45 | Neném 21' |           |               | Asistencia: 18 396 espectadores Árbitro(s): Oscar Roberto Godói (Brasil) | Asistencia: 18 396 espectadores Árbitro(s): Oscar Roberto Godói (Brasil) |
| Luego de este partido el entrenador Oswaldo de Oliveira del Vasco da Gama renunciaría a su cargo, debido a una pelea que tuvo con Eurico Miranda —presidente del Vasco da Gama—. En su lugar, fue reemplazado por Joel Santana. |           |           |               |                                                                          |                                                                          |

| 20 de diciembre del 2000                     | Palmeiras                               | 3:4 (3:0) | Vasco da Gama                                              | Parque Antártica, São Paulo                                                    |                                                                                |
| 21:45                                        | Arce 36' (pen.) · Magrão 37' · Tuta 45' |           | 59' (pen.) 68' (pen.) 90+3' Romário · 86' Juninho Paulista | Asistencia: 29 993 espectadores Árbitro(s): Márcio Rezende de Freitas (Brasil) | Asistencia: 29 993 espectadores Árbitro(s): Márcio Rezende de Freitas (Brasil) |
| Segunda vuelta olímpica en la Copa Mercosur. |                                         |           |                                                            |                                                                                |                                                                                |

### Alineaciones

#### Ida
|  | Vasco da Gama 2 | Palmeiras 0 |

| VASCO DA GAMA:          |
| 1 Hélton                |
| 4 Clébson               |
| 2 Odvan                 |
| 3 Júnior Baiano         |
| 13 Jorginho Paulista    |
| 5 Paulo Miranda         |
| 15 Jorginho ¿?'         |
| 11 Pedrinho 45' 81'     |
| 21 Juninho Pernambucano |
| 7 Euller 90'            |
| 9 Romário 77'           |
| Oswaldo de Oliveira     |
| Cambios:                |
| 14 Nasa ¿?'             |
| 20 Luisinho 81'         |
| 19 Luís Cláudio 90'     |

| PALMEIRAS:       |
| 12 Sérgio        |
| 2 Francisco Arce |
| 16 Paulo Turra   |
| 13 Galeano       |
| 25 Tiago Silva   |
| 7 Fernando       |
| 9 Magrão         |
| 11 Taddei a'     |
| 18 Flávio        |
| 15 Juninho       |
| 7 Basílio b'     |
| Marco Aurélio    |
| Cambios:         |
| 13 Juliano a'    |
| 4 Neném b'       |

#### Vuelta
|  | Palmeiras 1 | Vasco da Gama 0 |

| PALMEIRAS:      |
| Sérgio          |
| Neném 21'       |
| Gilmar          |
| Galeano         |
| Tiago Silva     |
| Fernando        |
| Magrão          |
| Taddei          |
| Flávio 88'      |
| Juliano 6'      |
| Juninho         |
| Marco Aurélio   |
| Cambios:        |
| Adriano 6' 70'  |
| Basílio 70'     |
| Paulo Turra 88' |

| VASCO DA GAMA:        |
| Hélton                |
| Clébson               |
| Júnior Baiano         |
| Odvan                 |
| Jorginho Paulista 79' |
| Paulo Miranda 36'     |
| Jorginho              |
| Juninho Paulista      |
| Juninho Pernambucano  |
| Romário               |
| Euller                |
| Oswaldo de Oliveira   |
| Cambios:              |
| Pedrinho 36'          |
| Viola 79'             |

#### Play-off
|  | Palmeiras 3 | Vasco da Gama 4 |

| PALMEIRAS:                |
| Sérgio                    |
| Francisco Arce 36' (pen.) |
| Gilmar                    |
| Galeano                   |
| Tiago Silva               |
| Fernando                  |
| Magrão 37'                |
| Taddei                    |
| Flávio                    |
| Juninho                   |
| Tuta 45' 76'              |
| Marco Aurélio             |
| Cambios:                  |
| Paulo Turra 76'           |

| VASCO DA GAMA:                      |
| Hélton                              |
| Clébson                             |
| Odvan                               |
| Júnior Baiano                       |
| Jorginho Paulista                   |
| Jorginho 76'                        |
| Nasa 46'                            |
| Juninho Pernambucano                |
| Juninho Paulista 86'                |
| Romário 59' (pen.) 69' (pen.) 90+3' |
| Euller 87'                          |
| Joel Santana                        |
| Cambios:                            |
| Viola 46'                           |
| Paulo Miranda 76'                   |
| Mauro Galvão 87'                    |

|                                   |
| Bandera de Brasil                 |
| Campeón Vasco da Gama 1.er título |

| Predecesora: 1999 | Final de la Copa Mercosur 2000 | Sucesora: 2001 |

- Datos: Q48796363